# Mauritius van Catania
Mauritius van Catania (mogelijk Normandië, circa 1080 – koninkrijk Sicilië, circa 1140) was een benedictijner abt in het middeleeuwse Italië. Hij was abt in de Sant’Eufemia-abdij in de huidige Italiaanse gemeente Sant’Eufemia Lamezia in Calabrië, Zuid-Italië, dat bestuurd werd door het Normandische vorstenhuis Hauteville. Vervolgens was hij abt-bisschop-heer van Catania in het Normandische grootgraafschap Sicilië, dat vanaf 1130 een koninkrijk was.
Zijn episcopaat is bekend gebleven door de diefstal in Constantinopel van de relikwieën van de heilige Agatha van Sicilië. Dit was het begin van een belangrijke heiligencultus in de kathedraal van Catania gedurende de middeleeuwen en nadien.

## Levensloop

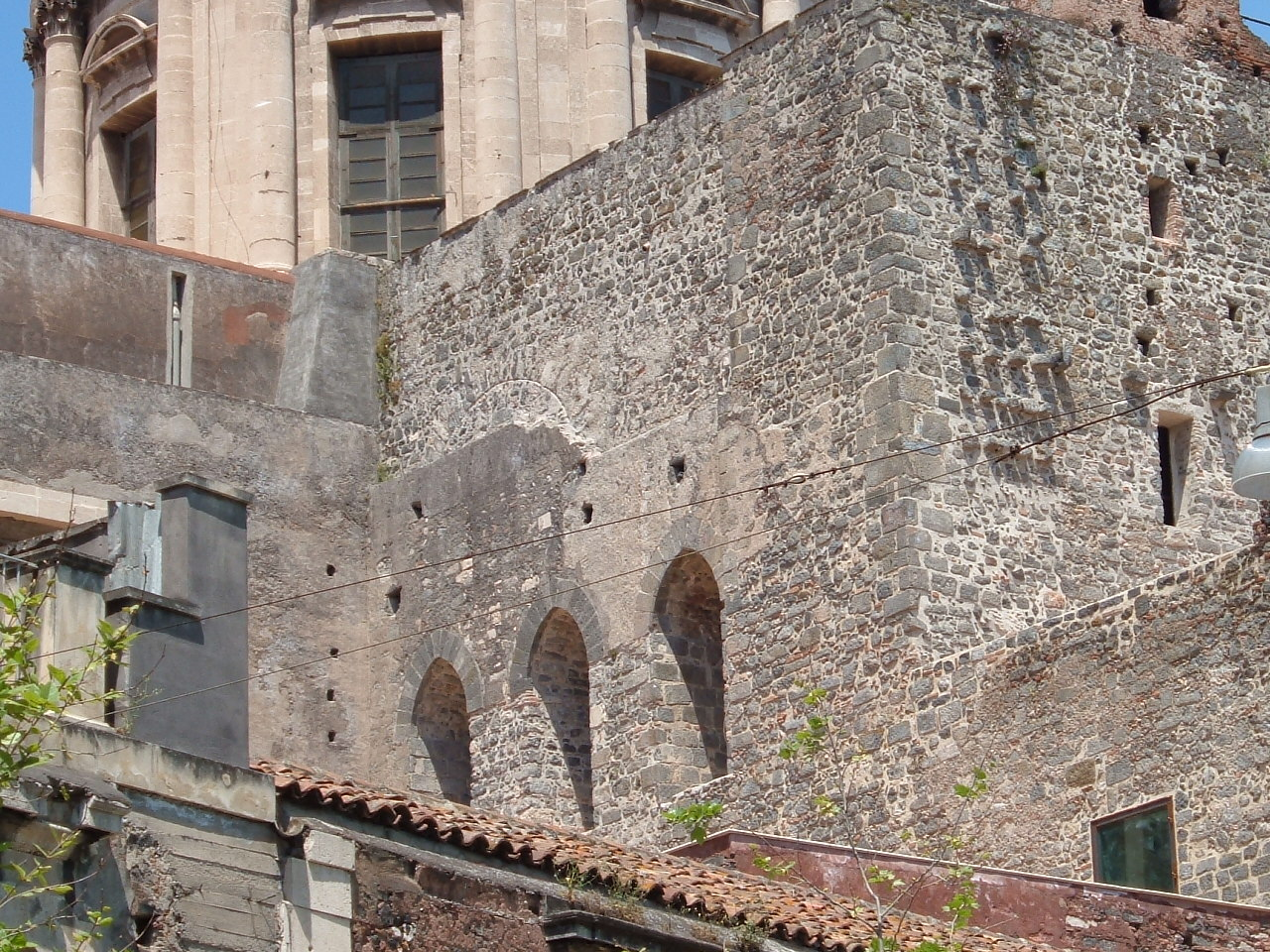
Normandische muur in de kathedraal van Catania, Sicilië

Vermoedelijk groeide Mauritius op in het hertogdom Normandië. Hij was werkzaam in de abdij van Saint-Evroult in de huidige Franse gemeente Saint-Evroult-Notre-Dame-du-Bois.
Zijn naam dook vervolgens op in de abdij van Sant’Eufemia in Calabrië, waar hij abt werd. Rogier II van Sicilië, Normandiër, grootgraaf van Sicilïë en hertog van Apulië, stuurde Mauritius naar Catania. Daar werd Mauritius heer van Catania, naast de kerkelijke ambten van abt van Catania en bisschop van Catania. Dit moet circa 1125 plaats gevonden hebben, alleszins na de dood van bisschop Ansgerius, een prelaat die loyaal was aan Rogier II.
In Catania hield Mauritius zich bezig met de exploitatie van de abdij. Dit hield in uitbreiding van het kerkelijk grootgrondbezit en de handel. Rogier II schonk hem territorium, onder meer in Mascali nabij Catania. Verder schonk Rogier II hem rechten om kuddes te grazen, te vissen in de zee, boten te bouwen alsook vrijstelling van taksen bij elk transport van hout, vis en pek (voor scheepsbouw).
De welstand van de kathedraal van Catania begon met de plechtige installatie (1126) van relikwieën van de heilige Agatha, geboren in Catania. Mauritius beschreef in een brief hoe Georgios Maniakes, een generaal van het Byzantijnse Rijk, deze relikwieën overbracht uit Catania naar Constantinopel (circa 1040). Twee soldaten van het keizerlijk leger van het Heilige Roomse Rijk zagen in een droom een verschijning van Agatha. Het waren Gilberto uit het graafschap Provence en Goselino uit Calabrië. Zij stalen de relikwieën in Constantinopel. Bij aankomst in Messina werden deze in een nieuwe kist geplaatst. In processie ging het blootvoets naar Catania. In Catania nam Mauritius de relikwieën in ontvangst en deze werden begraven tijdens een kerkdienst die Mauritius had uitgeschreven.
In 1131 aanvaardde Mauritius van tegenpaus Anacletus II dat een deel van het bisdom Catania zich afscheurde. Het bisdom Cefalù ontstond zo, onder druk van Rogier II die er een necropolis voorzag voor het Huis Hauteville.